# Pascal Garray
Pascal Garray (Rocourt, 12 december 1965 – Luik, 17 januari 2017) was een Belgische striptekenaar en stripscenarist die vooral werkte voor Studio Peyo. 
Garray volgde een opleiding aan het Luikse Sint-Lucasinstituut en werkte samen met Frank Pé aan Broussaille (Ragebol). Vanaf 1990 werkte hij bij Studio Peyo. Nadat hij twee jaar de Smurfen leerde tekenen, vroeg Peyo hem Steven Sterk te hernemen. Na Peyo's dood werkte hij aan 7 albums van Steven Sterk, het personage met wie hij het liefste werkte. Hij werkte daarnaast ook mee aan 17 albums van De Smurfen.
Net voor zijn dood had Garray de tekeningen van het Smurfenalbum De Smurfen en de paarse bonen (Les Schtroumpfs et les haricots Mauves) afgewerkt. Hij werd 51 jaar en stierf aan een hersentumor.
- Biblioteca Nacional de España: XX4751219
- Bibliothèque nationale de France: cb14528480h (data)
- Catàleg d'autoritats de noms i títols de Catalunya: 981058510148306706
- Gemeinsame Normdatei: 1148462252
- International Standard Name Identifier: 0000 0001 2023 1234
- Library of Congress Control Number: no2017072157
- Nationale Bibliotheek van Tsjechië: xx0137657
- Nederlandse Thesaurus van Auteursnamen: 113239645
- Système universitaire de documentation: 156025809
- Virtual International Authority File: 29767937
- WorldCat: E39PBJmtvybqYWtRb4dVkQDKBP